# Brixton Academy

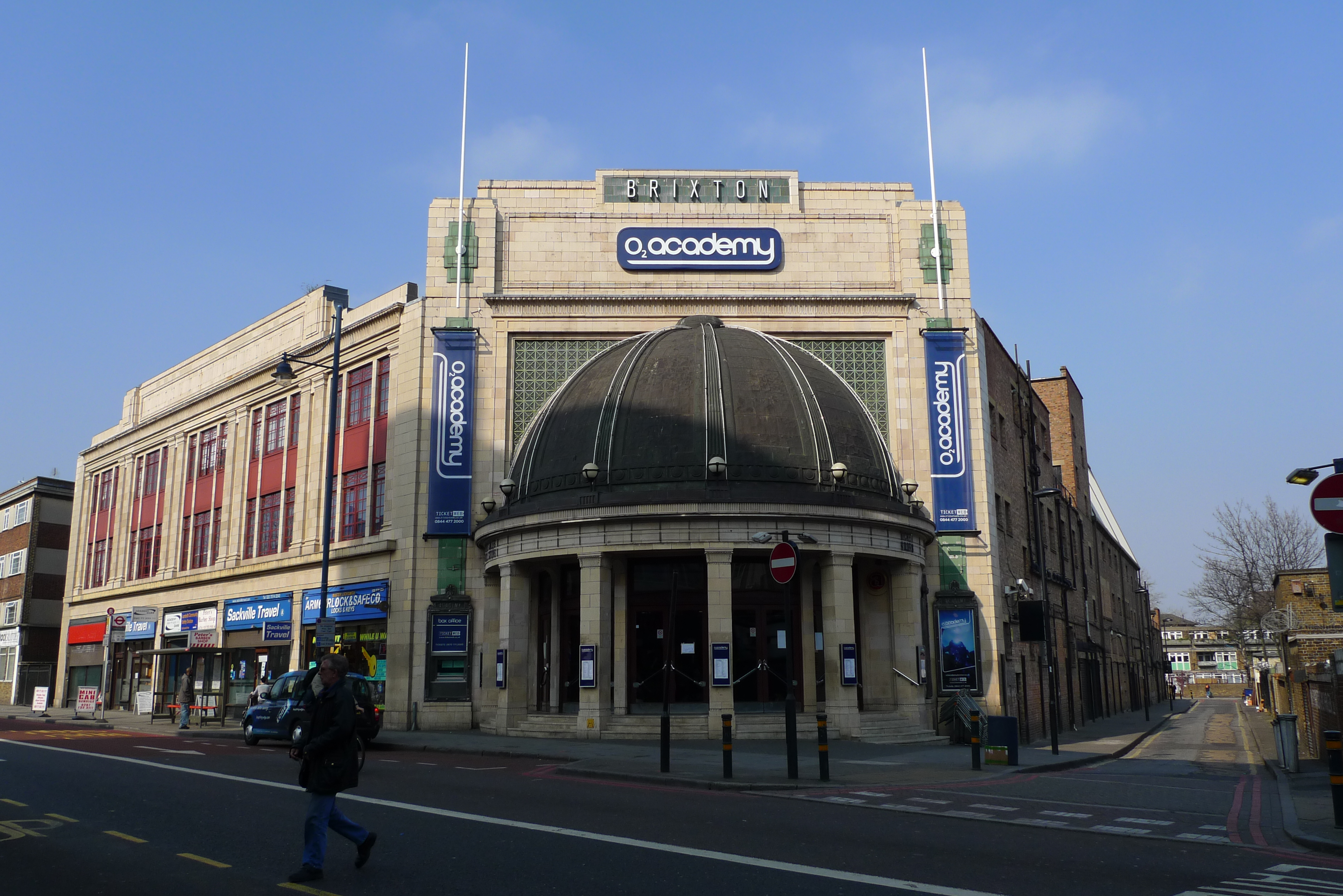
Brixton Academy

Die Brixton Academy (Offiziell O2 Academy Brixton) ist eine Veranstaltungshalle in Brixton, London. Sie wurde 1929 nach den Plänen der Architekten Thomas Somerford und E.A. Stone gebaut und diente zunächst unter dem Namen „The Astoria“ als Kino. Das Astoria schloss 1972 und wurde im gleichen Jahr unter dem Namen „Sundown Center“ als Konzerthalle wiedereröffnet, die aber nach vier Monaten aufgrund mangelnden Erfolges wieder geschlossen wurde. Es bestanden Pläne, das Gebäude abzureißen, die aber verworfen wurden. 1981 wurde es erneut als Konzerthalle eröffnet, wurde 1982 aber aufgrund von erneut finanzieller Probleme geschlossen. 1983 kaufte Simon Parkes das Gebäude für 1 £ und eröffnete es unter dem Namen „Brixton Academy“. 1995 verkaufte er die Halle an die McKenzie Group, die es komplett renovierte und bis heute weiter betreibt.
In der Brixton Academy wurden zahlreiche Live-Alben von bekannten Bands aufgenommen. Künstler wie beispielsweise Wham!, Beyoncé, Bon Jovi, Bullet for My Valentine, Coldplay, Dido, Elton John, Faith No More, Katy Perry, Korn, Metallica, Prince und Queen gaben dort Konzerte.
Die Halle besitzt eine Zuschauerkapazität von 4.921 Plätzen.